# Alem

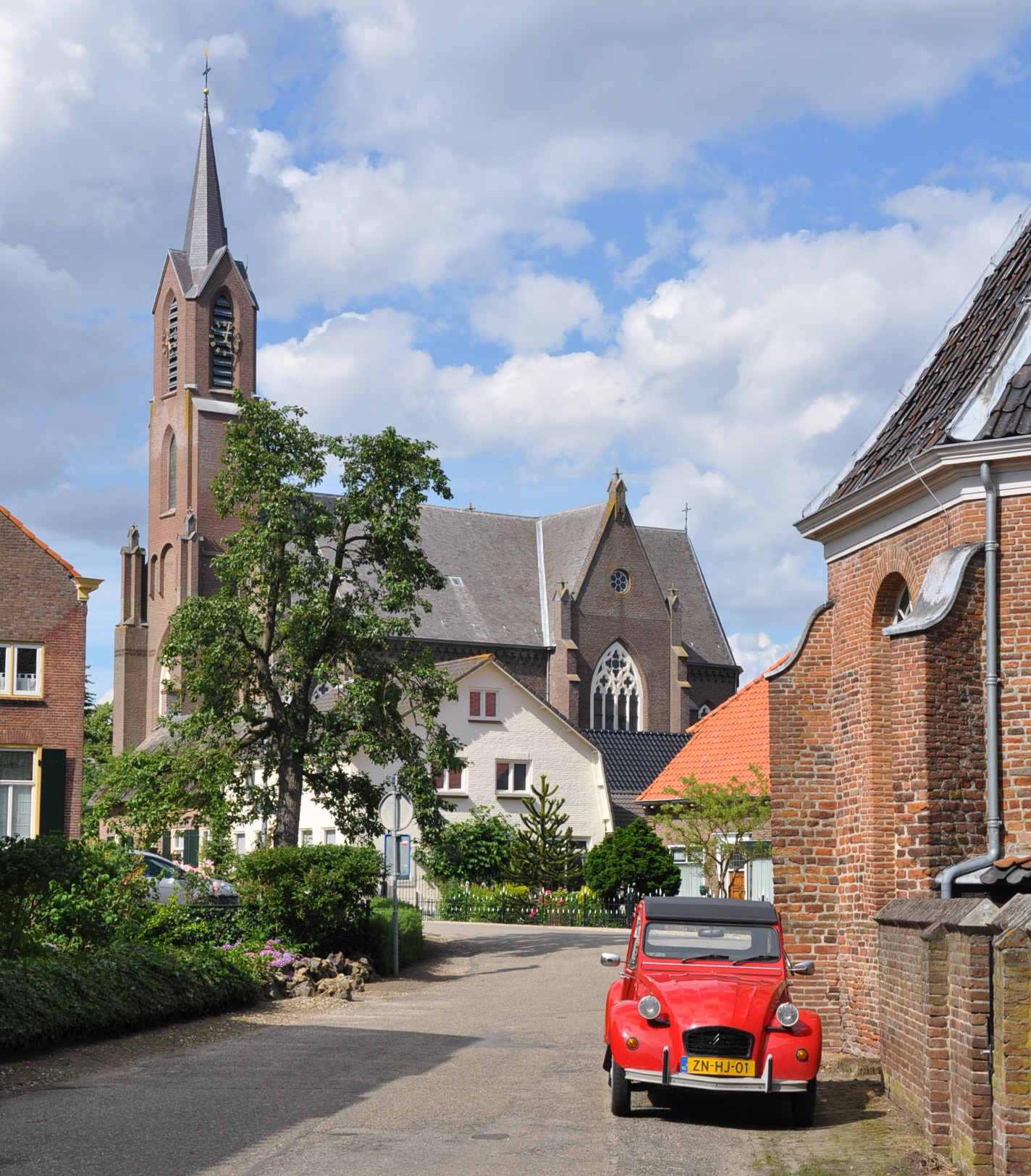
Alem

Alem é uma cidade pertencente ao município de Maasdriel, na província de Guéldria, nos Países Baixos, estando   situada a 10 km ao norte de 's-Hertogenbosch.
Em 2001, possuía 450 habitantes em 145 residências, numa área urbana de 0.12 km², e sua população total, incluindo a periferia e a zona rural, tinha uma população estimada em 660 habitantes.